# Come ti rapisco il pupo
Come ti rapisco il pupo, distribuito anche come Cinque furbastri, un furbacchione (Come ti rapisco il pupo) è un film del 1976 diretto da Lucio De Caro.

## Trama
Milano, metà anni Settanta. Una banda di ladri maldestri, privi d'esperienza nel crimine, rapisce Jimmy, figlio di Paolo Sterzi, un agente di cambio miliardario, e chiede a quest'ultimo un riscatto di un milione di dollari, sbagliando, poiché la richiesta vera era di un miliardo di lire, cifra più alta col cambio dell'epoca. La banda è formata da Elia, Rita, Pinin, Dado e Dada, la telefonista che patteggia i soldi del riscatto. Jimmy fa presto amicizia con i suoi rapitori e una volta liberato dalla polizia si rifiuta di identificarli per l'arresto.

## Produzione
È tratto dal romanzo di Donald E. Westlake Come ti rapisco il pupo (Jimmy the Kid) del 1974, uscito in Italia nel 1975 nella collana Il Giallo Mondadori con il numero 1373.